# 西南附地菜
西南附地菜（学名：Trigonotis cavaleriei）是紫草科附地菜属的植物，为中国的特有植物。分布于中国大陆的贵州、四川、云南等地，生长于海拔700米至2,000米的地区，多生在山地林下、溪谷湿地、林缘以及路旁，目前尚未由人工引种栽培。

## 异名
- Trigonotis angustifolia (C. J. Wang) W. T. Wang
- Trigonotis brevipes auct. non Maxim.
- Trigonotis cavaleriei (Levl.) Hand.-Mazz. var. angustifolia C. J. Wang